# خوزه ماریا کودو
خوزه ماریا کودو (انگلیسی: José María Quevedo؛ زادهٔ ۱ ژوئن ۱۹۶۹) بازیکن فوتبال اهل اسپانیا است.
از باشگاه‌هایی که در آن بازی کرده‌است می‌توان به باشگاه فوتبال رایو وایکانو، باشگاه فوتبال اتلتیکو مادرید، باشگاه فوتبال رئال وایادولید، باشگاه فوتبال کادیس، و باشگاه فوتبال سویا اشاره کرد.